# Straßberg (Zollernalbkreis)

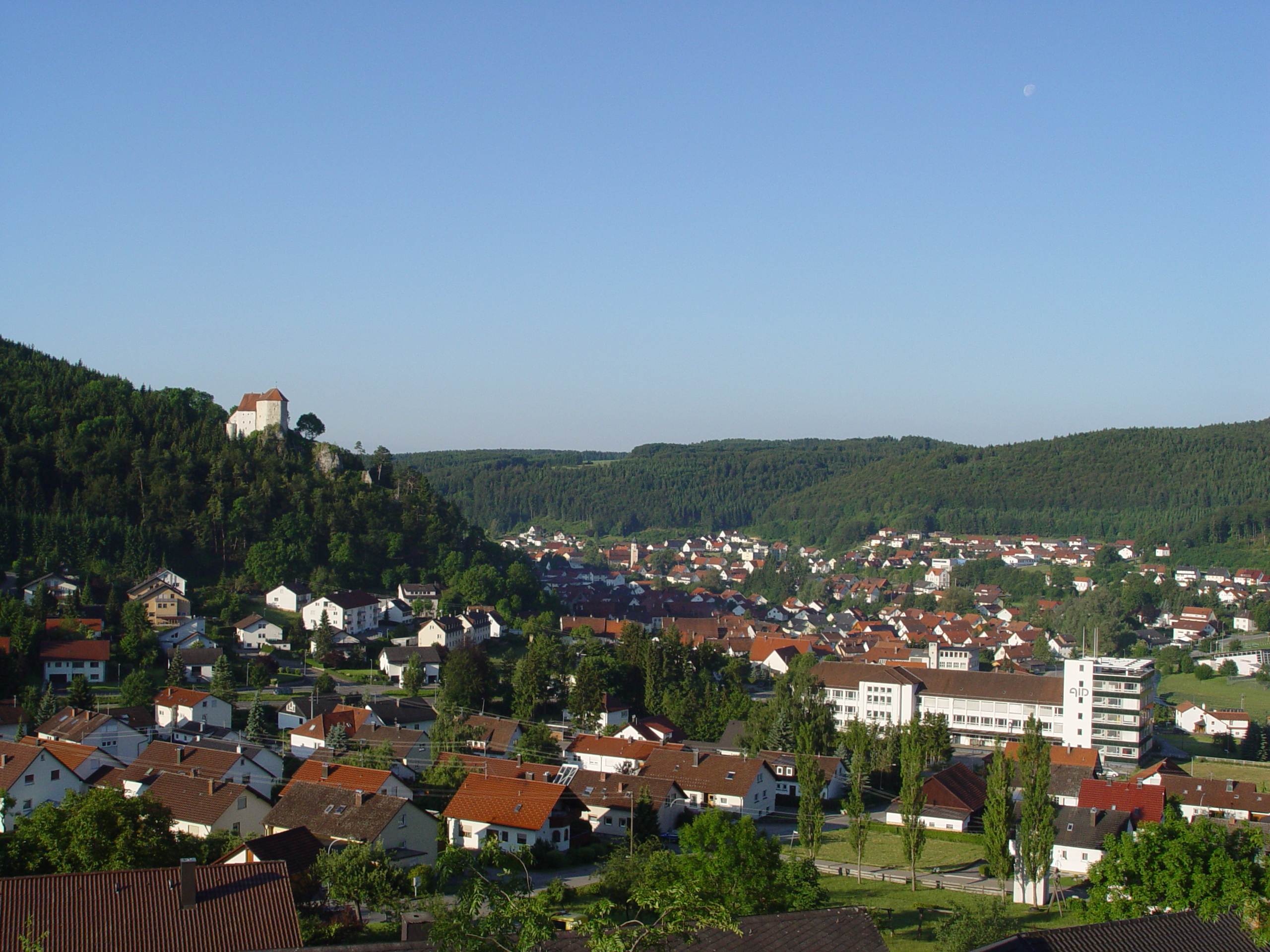
Ort und Burg Straßberg von Nordosten

Straßberg (standarddeutsche Aussprache [ˈʃtʁaːsbɛʁg]) ist eine Gemeinde im Zollernalbkreis in Baden-Württemberg (Deutschland). Zu Straßberg gehört der Teilort Kaiseringen mit rund 320 Einwohnern auf 474 Hektar Gemarkungsfläche.

## Geographie

### Geographische Lage
Straßberg liegt auf der südwestlichen Schwäbischen Alb zwischen Albstadt und Sigmaringen zwischen 660 und 900 Meter Höhe. Die Schmeie fließt durch die Gemeinde.

### Nachbargemeinden
Straßberg hat die Nachbargemeinden Winterlingen und Albstadt, die wie Straßberg zum Zollernalbkreis gehören. Die Gemeinde Stetten am kalten Markt grenzt ebenfalls an Straßberg, gehört aber zum Landkreis Sigmaringen.

### Gemeindegliederung
Zur Gemeinde Straßberg mit der früheren Gemeinde Kaiseringen gehören sieben Dörfer, Höfe und (Einzel-)Häuser. Zur früheren Gemeinde Kaiseringen gehören das Dorf Kaiseringen und das Gehöft Kalkwerk. Zur Gemeinde Straßberg in den Grenzen vom 30. November 1970 gehören das Dorf Straßberg, die Höfe Roßberg und Untermühle und die Häuser Neuhaus und Vogelherd.
Im Gemeindegebiet liegen mehrere abgegangene, heute nicht mehr bestehende Ortschaften. Im Gebiet der früheren Gemeinde Kaiseringen liegen die Wüstungen Felingen, Stubingen und Waldhof. Felingen wurde, nicht gesichert jedoch, als Fohelingin im Jahre 1178 erstmals erwähnt. 1400 wurde der Ort als Foelingen erwähnt. Stubingen wurde 1364 erstmals erwähnt und lag unterhalb von Kaiseringen. Der Ort existierte bis ins 15. Jahrhundert.
Im früheren Gebiet der Gemeinde Straßberg lagen die Ortschaften Harthof, Lenzenhütte oder Glashüttehof und Oitringen. Harthof, heute ein Flurname, wurde 1840 erbaut. Lenzenhütte oder Glashüttehof wurde 1907 abgebrochen. Oitringen lag unterhalb der Ödenburg und wurde 1264 erstmals erwähnt. Der Ort existierte wahrscheinlich bis ins 15. Jahrhundert.

### Schutzgebiete
An der Gemeindegrenze zu Albstadt liegt entlang der Schmiecha das Naturschutzgebiet Eselmühle. Dieses ist auch Bestandteil des FFH-Gebiets Schmeietal, welches sich entlang der Schmiecha durch die gesamte Gemeinde zieht. Im Südwesten des Gemeindegebiets hat Straßberg zudem Anteil am FFH-Gebiet Truppenübungsplatz Heuberg und am Vogelschutzgebiet Südwestalb und Oberes Donautal.

## Geschichte

### Vorgeschichte von Straßberg
Auf der heutigen Gemarkung Straßberg konnten Zeugnisse menschlichen Lebens seit der späten Altsteinzeit (ca. 10.000 v. Chr.) ermittelt werden, die Funde lassen aber keine Schlüsse auf eine dauerhafte Besiedlung zu.
Die Römer, die um 80 n. Chr. den Alblimes erreichten, hinterließen in Straßberg Spuren. Man entdeckte im 19. Jahrhundert bereits römische Silbermünzen. 1933 wurde nordöstlich der Kirche St. Verena an der Weiherwiese ein römisches Bad aufgefunden. 1932 stieß man bei Kanalisationsarbeiten in der Nähe des Rathauses auf ein ca. 2 m starkes Gemäuer, diese Mauern könnten allerdings auch aus fränkischer Zeit stammen.
Zur Geschichte der Alamannen stieß man 1958 bei Straßenbauarbeiten am Ortsausgang Straßberg Richtung Ebingen auf vier Reihengräber, die nach ihren Beigaben aus dem 7. Jahrhundert stammen dürften. Üblicherweise finden sich solche Gräber bei Orten die auf -ingen enden, so lag früher am Fuße der Ruine Schalksburg der Ort Oitringen, der im 16. Jahrhundert abgegangen ist.

### „Burc“ im Mittelalter
Mit einer Urkunde für das Kloster St. Gallen, ausgestellt am 31. Oktober 843, tritt Straßberg als „Burc“ in das Licht der geschriebenen Geschichte. In diesem Diplom schenkte ein Adalhart der Kirche der hl. Verena und anderer heiliger zu „Burc“ im Scherrgau seinen ererbten und erworbenen Besitz in Alamannien sowie in Dürkheim mit Ausnahme von sieben Hufen, jeweils eine in Schörzingen, Reichenbach, Trossingen, Mühlheim, Meßstetten, Storzingen und Ebingen, mit den darauf sitzenden Hörigen sowie dreißig weiterer Höriger, die er selbst oder seine Gattin auswählen sollten. Der Aussteller der Urkunde übertrug dann den Ort „Burc“ mit der dortigen Kirche und den darin befindlichen Reliquien und allem, was er ihr geschenkt hatte, dem Kloster St. Gallen. Adalhart nahm den gesamten Besitz gegen die Zahlung eines jährlichen Zinses in Höhe von sechs Denaren wieder zurück.
Der Aussteller behielt für sich und seine Erben jedoch ein ausdrückliches Auslösungsrecht vor. So sollten die Kinder mit zwölf Jahren die an St. Gallen übertragenen Güter mit den Hufen zu Schörzingen und Reichenbach auslösen. Die an die Kirche zu „Burc“ geschenkten Besitzungen sollten sie mit den Hufen zu Ebingen, Meßstetten und Storzingen zurücklösen dürfen. Adalharts Frau Swanaburg wiederum durfte die Güter bis zur Auslösung bei Bezahlung des Jahreszinses nutzen. Sollte Adalhart keine legitimen Erben haben, sollten die Güter für alle Zeiten an das Kloster St. Gallen und die Verenakirche fallen. Der Schenker dürfte dem fränkischen Reichsadel angehört haben und könnte ein Neffe oder zumindest naher Verwandter König Ludwig des Deutschen gewesen sein.
Die Erben Adalharts haben offensichtlich von ihrem Recht auf Rücklösung Gebrauch gemacht. Denn mit der Urkunde vom 1. Oktober 1005 übertrug König Heinrich II. dem vom Hohentwiel nach Stein am Rhein verlegten Georgenkloster aus ererbtem Besitz u. a. auch den Ort Purch mit Kirche und Zehnten und allem Zubehör. Hierbei könnte es sich nur um Burg an der Schmeie handeln, denn die Verenakirche und der Kirchensatz zu Straßberg befanden sich bis ins 16. Jahrhundert im Besitz des Klosters Stein am Rhein.

### Straßberg vom Spätmittelalter bis in die Neuzeit
In einer Beuroner Urkunde vom 22. April 1253 wurde u. a. auch der Besitz des Klosters in Straßberg erwähnt. Es ist die erste Nennung des Ortes links der Schmeie gegenüber dem alten Burg. Der Name könnte von der römischen und mittelalterlichen Straße stammen, die nördlich der Burg in steilem Stich vom Schmeiental auf das Plateau von Winterlingen führt.
Der Zeitpunkt, an dem das Stift Buchau in den Besitz der Burg und des Ortes Straßberg gelangt ist, liegt im Dunkeln. Erst eine Urkunde von 1345, in der die Äbtissin Anna von Buchau bezeugt, dass Graf Heinrich von Hohenberg ihre Burg und Stadt Straßberg, die dieser und seine Vorderen vom Stift Buchau zu Lehen hatten, aufgegeben und sie diese dem Ritter Rudolf zu Reischach verliehen habe, bringt etwas Licht ins Dunkel.
Seit wann die Grafen von Hohenberg Straßberg von Buchau als Lehen hatten, ist ebenfalls unklar. Das früheste Indiz hierfür bildet eine Urkunde von 1287, in der Graf Hugo von Hohenberg als Vogt des Hofs des Klosters Stein am Rhein in dem Ort Burg erscheint. 1340 stellte Graf Heinrich von Hohenberg in Straßberg eine Urkunde aus, worin er um 140 Pfund sein halbes Dorf Altingen verpfändete. Die seit 1345 neuen Besitzer, die Herren von Reischach, denen seit 1355 auch das Dorf Kaiseringen gehörte, bildeten ab 1374 aus dem Städtlein Straßberg und den Dörfern Kaiseringen und Frohnstetten die kleine Herrschaft Straßberg.
Als Erbschaft gelangte die Herrschaft 1420 an Hans von Stein gen. Schnellinger, der sie aber 1429 an Hans Schwelher den älteren zu Owen unter Teck veräußerte, womit ihn die Äbtissin von Buchau nachträglich belehnte. Auf Bitten seines Enkels, Peter Schwelher, übertrug die Äbtissin Barbara von Gundelfingen 1508 das Lehen Straßberg an den Ritter Wolfgang von Homburg. Er erhielt 1511 von Kaiser Maximilian I. für die Herrschaft Straßberg die hohe Gerichtsbarkeit verliehen, die danach auch regelmäßig den Inhabern der Herrschaft verliehen worden ist. Wolf von Homburg erließ 1528 auch die erste Rechtssatzung, eine Ordnung über Gebote und Verbote zu Straßberg und Kaiseringen.
Am 18. Februar 1532 verkaufte Wolf von Homburg die Herrschaft Straßberg, bestehend aus dem Buchauer Lehen Straßberg und den frei eigenen Dörfern Frohnstetten und Kaiseringen, mit Hoch- und Niedergericht, Wildbann und Jagdgerechtigkeiten für 10.000 Gulden an Dietrich Dieteg von Westerstetten. Im Jahre 1553 erfolgte die Belehnung durch die Äbtissin von Buchau. Die Herrschaft Straßberg blieb danach fast 100 Jahre im Besitz derer von Westerstetten und Drackenstein. Adolf und Ulrich Dieteg von Westerstetten gelang es mit der Urkunde vom 22. Mai 1559, für 1200 Gulden von Abt und Konvent des Klosters Stein am Rhein die Pfarrei und den Kirchensatz zu Straßberg mit Zehnten und Zinsen samt dem Hof zu Burg zu erwerben.
1619 stifteten Georg Dietrich von Westerstetten und seine Gemahlin Barbara Schenkin von Stauffenberg mit einem Kapital von 800 Gulden einen ewigen Jahrtag, der alljährlich am Dienstag nach Quasimodo mit zehn Priestern in der Pfarrkirche St. Verena begangen werden sollte. Mit Georg Dietrich von Westerstetten und Drackenstein, der gleichfalls über Lautlingen geboten hatte, starb 1625 die Straßberger Linie des Geschlechtes aus. Da die Äbtissin von Buchau, Katharina von Spaur, nicht gewillt war, die Verwandten des Verstorbenen zu belehnen, kam diese am 2. November 1625 unvermutet nach Straßberg, ließ sich von den Untertanen der drei Gemeinden huldigen und nahm somit die Herrschaft in ihren unmittelbaren Besitz.
Am 22. November 1625 erließ die Äbtissin den Spaurschen Gnadenbrief, als dessen wesentlicher Bestimmung die Entlassung der Untertanen aus der Leibeigenschaft gilt. Zwischen 1635 und 1650 ließ Katharina von Spaur im Vorhof der Burg die Schlosskapelle bauen, für die 1691 die Äbtissin Maria Theresia von Sulz eine Kaplanei zu Ehren der hl. Jungfrau Maria und des hl. Johannes Baptista stiftete. Die Auseinandersetzungen mit den von Westerstetten zogen sich noch bis 1656 hin. Das Stift Buchau verwaltete die Herrschaft Straßberg bis zur Säkularisation 1803 selbst.
Unter der Äbtissin von Spaur hielt auch der Dreißigjährige Krieg in die Raumschaft Straßberg Einzug. 1633 wurde der Ort von Herzog Julius von Württemberg eingenommen. 1634 schenkte Königin Christine von Schweden dem Obristen Martin von Degenfeld für seine Kriegsdienste und rückständigen Sold die Herrschaften Lautlingen und Straßberg, eine Schenkung, die allerdings 1634 infolge der Schlacht bei Nördlingen wieder hinfällig wurde. Am 21. Dezember 1637 heiratete in der Pfarrkirche St. Verena Jan von Werth die Gräfin Maria Isabella von Spaur, eine Nichte der Äbtissin von Buchau. Am 25. April 1737 konnte man nach mehreren Anläufen den Grundstein für die bereits 1717 als ruinös bezeichnete Pfarrkirche St. Verena legen und mit dem Neubau unter Leitung des Baumeisters Christian Gosser aus Friedingen beginnen. Am 10. Oktober 1742 wurde die neue Kirche eingeweiht. 1745 ließ die Fürstäbtissin Maria Carolina von Königsegg Rothenfels vom Deutschordensbaumeister Johann Kaspar Bagnato das Amtshaus, das heutige Rathaus, errichten. Als Baumaterial wurden die Steine der Schlosskapelle verwendet, die Schlosskaplanei daraufhin in die Pfarrkirche St. Verena verlegt. 1783 ließ die Herrschaft vom Wachturm eineinhalb Stockwerke und vom Wohnhaus des Schlosses ein Stockwerk abbrechen.

### Straßberg unter den Fürsten von Thurn und Taxis und Hohenzollern-Sigmaringen
Infolge der Säkularisation 1803 wurde das Damenstift Buchau aufgehoben und seine Herrschaftsrechte und Besitzungen in Straßberg dem Fürsten von Thurn und Taxis übertragen. Im Vorgriff auf diesen Rechtsakt hatte das Fürstliche Haus Thurn und Taxis die Herrschaft Straßberg bereits 1802 in Besitz genommen. Im Frühjahr 1806 ließ das Königreich Württemberg die Thurn und Taxis’sche Herrschaft Straßberg und dann auch das Territorium von Hohenzollern-Sigmaringen besetzen. Doch 1806 wurde Hohenzollern-Sigmaringen unter Anton Aloys in den Rheinbund aufgenommen, dieser erhielt damit den Status eines souveränen Bundesfürsten. In der Rheinbundakte wurde die Fürstlich Thurn und Taxis’sche Herrschaft Straßberg der Landeshoheit von Hohenzollern-Sigmaringen unterstellt. Die ehemalige Herrschaft Straßberg bildete nun mit den Orten Straßberg, Frohnstetten und Kaiseringen das Oberamt Straßberg. Der Fürst von Thurn und Taxis behielt seinen Grundbesitz, die sogenannte Grundherrschaft.
1835 verkaufte der Fürst von Thurn und Taxis die Standesherrschaft Straßberg an die Gräflich Langenstein’sche Kuratel. Jedoch trat Erbprinz Karl Anton von Hohenzollern-Sigmaringen 1836 in den Kaufvertrag ein und erwarb die Standesherrschaft Straßberg.
1840 wurden, nach der Auflösung des Fürstlich Fürstenbergischen Obervogteiamtes Jungnau, die Orte Blättringen, Benzingen, Harthausen auf der Scher, Storzingen, Thiergarten, Ober- und Unterschmeien dem Oberamt Straßberg zugewiesen. 1842 wurde die niedere Gerichtsbarkeit des alten Oberamtes auch auf das vergrößerte landesherrliche Oberamt Straßberg übertragen. Als am 27. August 1848 der Eigentümer selbst souveräner Fürst von Hohenzollern-Sigmaringen wurde, unterstellte er das Rentamt Straßberg der Fürstliche Hofkammer in Sigmaringen.
1844 gab es in Straßberg zwei Mahlmühlen, eine Ölmühle, eine Gipsmühle, eine Hanfreibe, eine Weißstickerei und eine Ziegelei. Der Ort war Sitz eines landesherrlichen Oberamtes und eines fürstlichen Rentamtes. In Straßberg lebten nun 977 Menschen.
Im 19. Jahrhundert wurde zur Verbesserung der ökonomischen Situation der Bevölkerung in der ehemaligen Herrschaft Straßberg insgesamt acht Aussiedlerhöfe errichtet. Später sind die meisten dem Truppenübungsplatz Heuberg zum Opfer gefallen (Siehe Bauwerke).

### Straßberg im preußischen Hohenzollern
Fürst Karl Anton von Hohenzollern-Sigmaringen und Friedrich Wilhelm Constantin von Hohenzollern-Hechingen boten ihre Länder dem König Friedrich Wilhelm IV. von Preußen zur Übernahme an. Der Monarch als Chef des Gesamthauses Hohenzollern unterschrieb schließlich am 9. Dezember 1849 den Vertrag über die Abtretung der Fürstentümer Hohenzollern an die preußische Krone. 1852 wurden die beiden Territorien Hechingen und Sigmaringen zum preußischen Regierungsbezirk Hohenzollernsche Lande zusammengefasst und in Sigmaringen eine Regierung eingesetzt. 1851 übertrug man die Rechtsprechungskompetenz der Oberämter auf die neu geschaffenen Kreisgerichte. 1854 wurde das Oberamt Straßberg aufgehoben und seine früheren Gemeinden Straßberg, Benzingen, Blättringen, Frohnstetten, Hathausen auf der Scher und Kaiseringen dem Oberamt Gammertingen und die Dörfer Ober- und Unterschmeien sowie Thiergarten dem Oberamt Sigmaringen zugewiesen. Bis 1861 blieb Straßberg Sitz eines Fürstlichen Rentamtes. 1880 erwarb die Gemeinde das Amtshaus und nutzte es als Rat- und Schulhaus. 1868 wurde die Gewerbefreiheit eingeführt. Weitere Maßnahmen waren der Ausbau von Ackerbauschulen und Handwerkerfortbildungsschulen und Eisenbahnbau, Ablösung der Feudallasten und 1860 Ablösung der Zehntrecht- und Reallasten. 1844 lebten in Straßberg 977 Einwohner, 1875 nur noch 752. Straßberg hatte zwei Mahlmühlen, zwei Gipsmühlen, zwei Hanfreiben und fünf Bierbrauereien. 1878 folgte die Eröffnung der Eisenbahnlinie Balingen–Sigmaringen und somit Anschluss an das württembergische Industriegebiet um Ebingen und Balingen. 1896 wurde eine Filiale der Trikotfabrik Adolf Ott aus Ebingen in Straßberg eröffnet, 1914 folgten Mahlmühle und Elektrizitätswerk Hermann Metzger, Kunstlederfabrik August Wagner, Zweigbetrieb der Württembergisch-Hohenzollerische Trikotweberei und eine Korsettnäherei. Im Jahr 1910 wurde ein Truppenübungsplatz eingerichtet. Hatte der Ort 1880 noch 813 Einwohner, waren es 1914 956 Einwohner. Im Jahr 1910 folgte der Bau der evangelischen Kirche an der Kaiseringer Straße. Im Ersten Weltkrieg hatte das Dorf 22 Gefallene zu beklagen. 1922 folgte die Erweiterung der Pfarrkirche St. Verena nach Plänen des Landeskonservators Wilhelm Friedrich Laur und 1927 die Gründung der Steinwerke Teufel.
1945 wurde das Dorf durch französische Truppen besetzt und das Gebiet der Militärregierung in Tübingen unterstellt.
1964 wurde ein neues Schulhaus errichtet. 1975 der Friedhof neu angelegt. 1975 wurde auch eine Verwaltungsgemeinschaft mit der Gemeinde Winterlingen gegründet.

## Religion

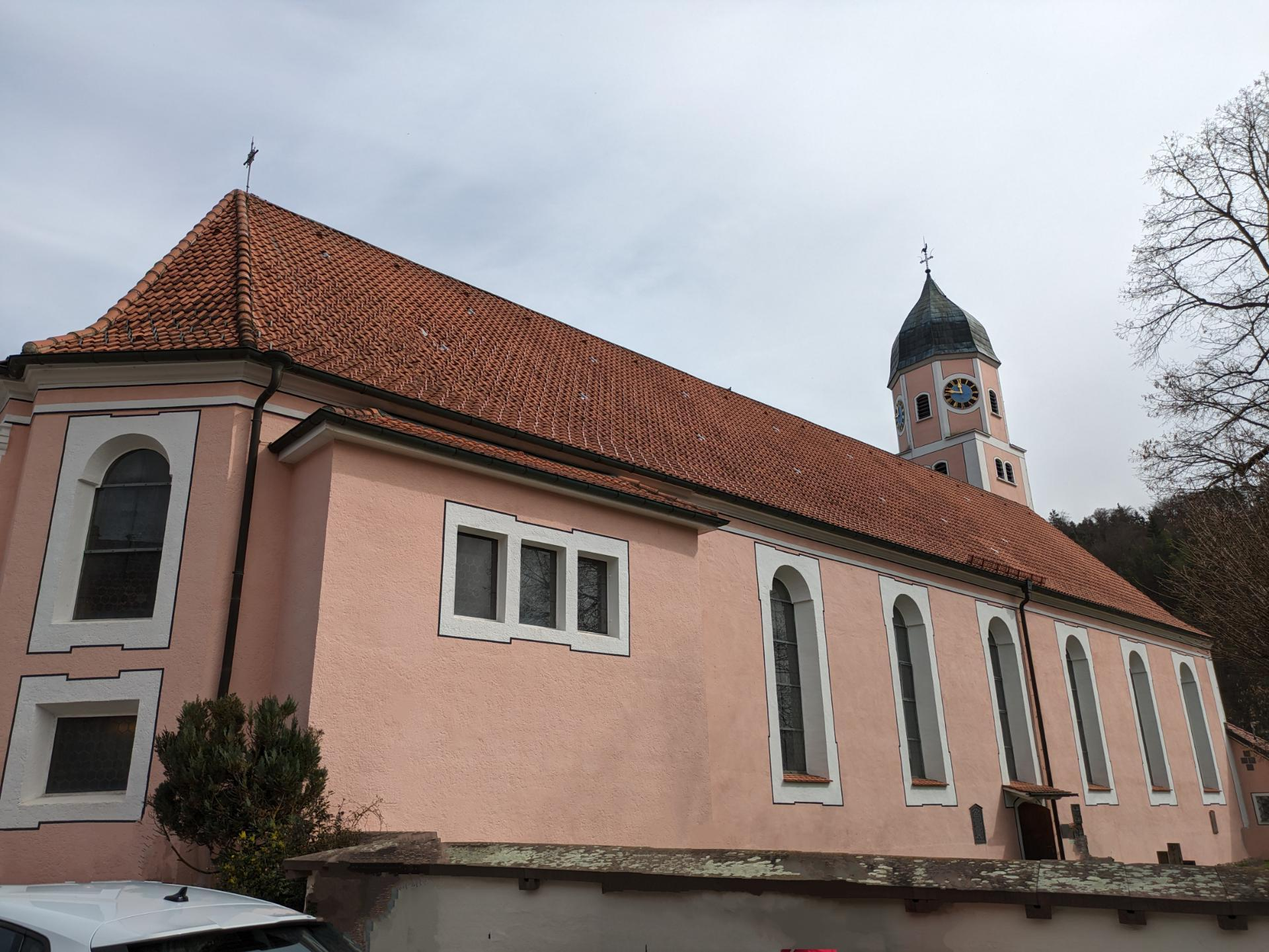
Pfarrkirche St. Verena

Straßbergs Bevölkerung ist überwiegend römisch-katholischer Konfession. Die katholische Kirchengemeinde ist über das Dekanat Sigmaringen-Meßkirch der Erzdiözese Freiburg zugehörig. Seit 1910 gibt es auch eine evangelische Kirche, welche heute zur Evangelischen Landeskirche in Württemberg gehört, bis 1950 gehörte der Kirchenkreis Hohenzollern zur Evangelischen Kirche im Rheinland. Die Gemeinde wurde zunächst von Sigmaringen aus, dann seit 1951 von der Ebinger Thomasgemeinde und seit 2007 von Winterlingen aus betreut. In den evangelischen Gemeinden in Hohenzollern hat die altpreußische Gottesdienstform auf Wunsch der Gemeinden auch weiterhin Bestand.

### Konfessionsstatistik
Gemäß der Volkszählung 2011 waren 28,0 % der Einwohner evangelisch, 57,7 % römisch-katholisch und 14,3 % waren konfessionslos, gehörten einer anderen Religionsgemeinschaft an oder machten keine Angabe. Die Zahl der Protestanten und Katholiken ist seitdem gesunken. Ende 2019 hatte Straßberg 2.495 Einwohner, 51,5 % (1.285) Katholiken, 26,8 % (669) Protestanten und 21,7 % hatten entweder eine andere oder gar keine Religionszugehörigkeit.

## Politik

### Gemeinderat
In Straßberg wird der Gemeinderat nach dem Verfahren der unechten Teilortswahl gewählt. Dabei kann sich die Zahl der Gemeinderäte durch Überhangmandate verändern. 2024 hat der Gemeinderat in Straßberg 13 Mitglieder, 2019 waren es 12. Er besteht aus den gewählten ehrenamtlichen Gemeinderäten und dem Bürgermeister als Vorsitzendem. Der Bürgermeister ist im Gemeinderat stimmberechtigt.
Die Kommunalwahl am 9. Juni 2024 führte zu folgendem vorläufigen Endergebnis.
| Parteien und Wählergemeinschaften | Parteien und Wählergemeinschaften | % 2024  | Sitze 2024 | % 2019 | Sitze 2019 | Kommunalwahl 2024 %50403020100 48,29 %46,66 %5,05 % CDUFLAfDGewinne und Verlusteim Vergleich zu 2019 %p 6 4 2 0 −2 −4 −6−5,01 %p−0,04 %p+5,05 %pCDUFLAfD |
| CDU                               | Christlich Demokratische Union    | 48,29   | 6          | 53,3   | 6          | Kommunalwahl 2024 %50403020100 48,29 %46,66 %5,05 % CDUFLAfDGewinne und Verlusteim Vergleich zu 2019 %p 6 4 2 0 −2 −4 −6−5,01 %p−0,04 %p+5,05 %pCDUFLAfD |
| FL                                | Freie Liste                       | 46,66   | 6          | 46,7   | 6          | Kommunalwahl 2024 %50403020100 48,29 %46,66 %5,05 % CDUFLAfDGewinne und Verlusteim Vergleich zu 2019 %p 6 4 2 0 −2 −4 −6−5,01 %p−0,04 %p+5,05 %pCDUFLAfD |
| AfD                               | Alternative für Deutschland       | 5,05    | 1          | –      | –          | Kommunalwahl 2024 %50403020100 48,29 %46,66 %5,05 % CDUFLAfDGewinne und Verlusteim Vergleich zu 2019 %p 6 4 2 0 −2 −4 −6−5,01 %p−0,04 %p+5,05 %pCDUFLAfD |
| gesamt                            | gesamt                            | 100,0   | 13         | 100,0  | 12         | Kommunalwahl 2024 %50403020100 48,29 %46,66 %5,05 % CDUFLAfDGewinne und Verlusteim Vergleich zu 2019 %p 6 4 2 0 −2 −4 −6−5,01 %p−0,04 %p+5,05 %pCDUFLAfD |
| Wahlbeteiligung                   | Wahlbeteiligung                   | 65,63 % | 65,63 %    | 62,4 % | 62,4 %     | Kommunalwahl 2024 %50403020100 48,29 %46,66 %5,05 % CDUFLAfDGewinne und Verlusteim Vergleich zu 2019 %p 6 4 2 0 −2 −4 −6−5,01 %p−0,04 %p+5,05 %pCDUFLAfD |

### Bürgermeister
- 1927–1945: Alexius Löffler (CDU)
- 1945–1946: Thomas Mössner
- 1946: Paul Hartmann
- 1946–1947: Josef Abt
- 1947: Paul Hartmann
- 1947–1949: Christian Sessler
- 1949–1974: Augustin Güntner
- 1974–1990: Egbert Odenbach
- 1990–2014: Manfred Bopp
- seit 2. Mai 2014: Markus Zeiser[8]

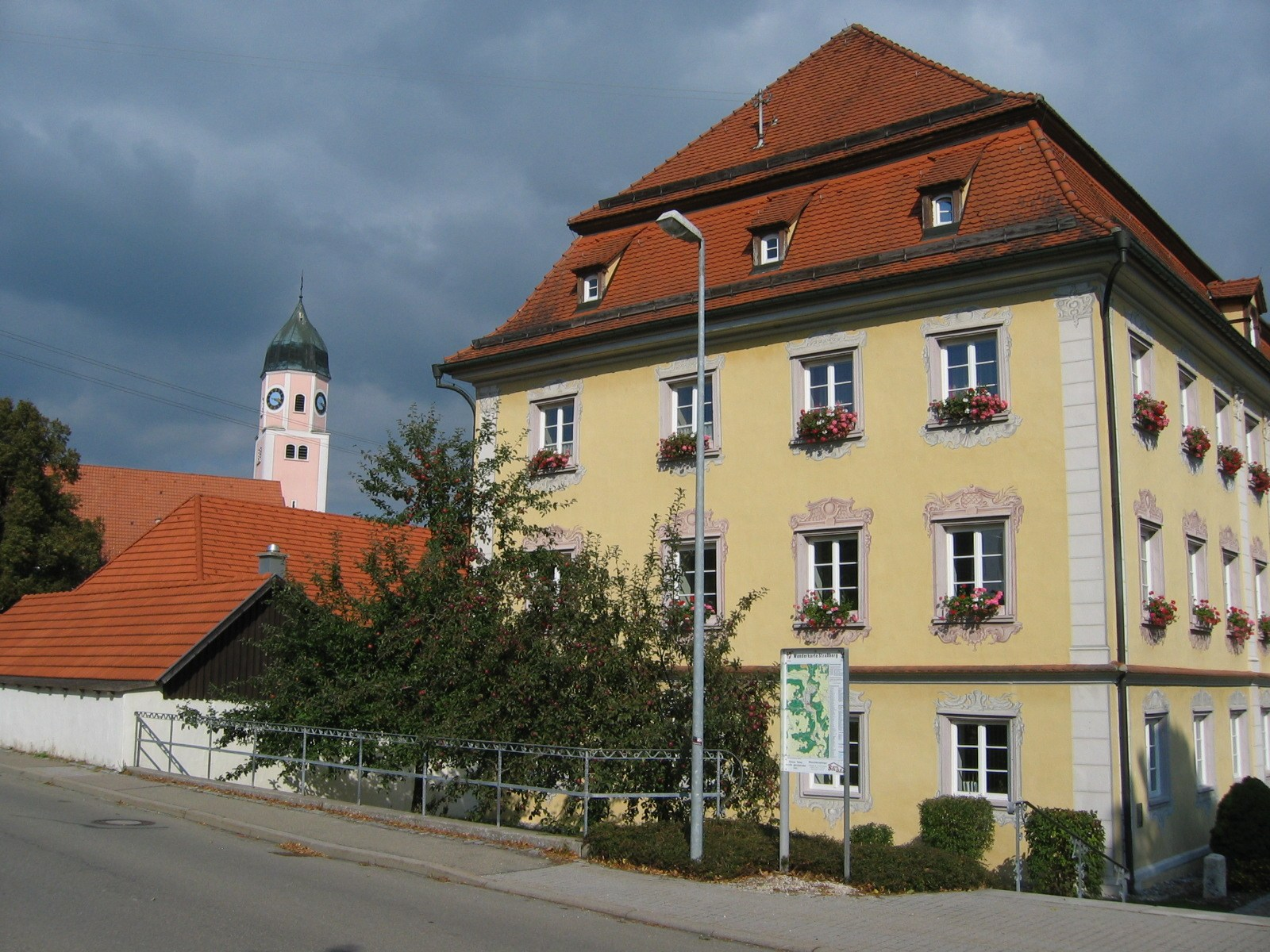
Rathaus und Kirche

Am 6. März 2022 wurde Zeiser mit 93,3 Prozent der Stimmen für eine zweite Amtszeit wiedergewählt.
Ehemalige Bürgermeister von Kaiseringen
- 1933–1946: Anton Bantle
- 1946–1948: Josef Binder
- 1948–1954: Adolf Laub
- 1954–1971: Johann Sessler

### Wappen
Das Wappen von Straßberg zeigt in einem gespaltenen Schild vorne in Silber ein durchgehendes rotes Kreuz, hinten in Rot einen silbernen Henkelkrug.

## Kultur und Sehenswürdigkeiten
Straßberg liegt an der Hohenzollernstraße.

### Bauwerke

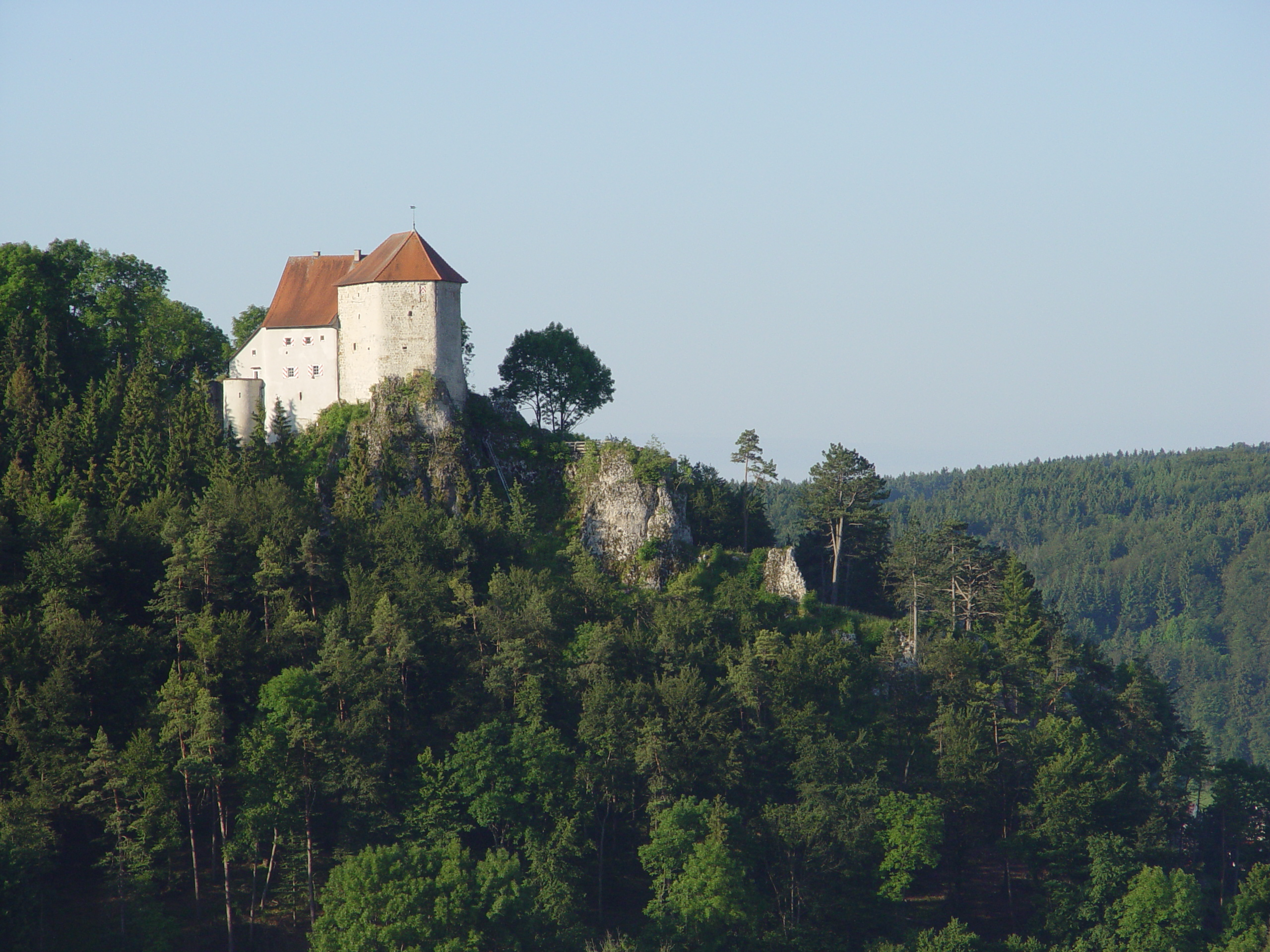
Nordostansicht der Burg Straßberg

- Die Pfarrkirche St. Verena hat eine wechselhafte Baugeschichte: Der Turm stammt aus dem frühen Mittelalter, die Vorgängerkirche wurde 1613 geweiht, der Neubau von 1737 bis 1742 stammte vom Baumeister Christian Gosser, 1922 Erweiterung des Langhauses nach Plänen des Baumeisters Wilhelm Friedrich Laur, 1961 Abtragung und Aufstockung des Kirchturmes, im Frühjahr 1987 Abschluss einer umfassenden Innenrenovation und 1997 Erhalt einer neuen Orgel.
- Die Kapelle zu Ehren der unbefleckten Empfängnis Maria wurde im Jahre 1877 von der bürgerlichen Gemeinde nach dem Abriss der Heiligkreuzkapelle erbaut und 1878 eingeweiht. Die Heiligkreuzkapelle am Eingang zum Höfental stand dem Bau der Eisenbahnstrecke und dem damit verbundene Verkauf der Fläche an die Württembergische Staatsbahn im Wege.
- Die Evangelische Kirche wurde am 27. November 1910 fertiggestellt und feierlich eingeweiht. Das Bet- und Schulhaus war seinerzeit das achte evangelische Gotteshaus in Hohenzollern. Die evangelischen Christen aus Straßberg werden von der Kirchengemeinde Winterlingen mit betreut.
- Die Allerheiligenkirche in Kaiseringen wurde erstmals 1433 genannt, wegen Baufälligkeit wurde sie abgebrochen. Der heutige Sakralbau aus dem Jahr 1893 stammt von Landeskonservator Wilhelm Friedrich Laur. Die Kirche beherbergt einen spätgotischen Flügelaltar von 1510, dessen Mittelschrein dem Zeller Meister zugeschrieben wird, (Marienkrönungsaltar, wohl aus dem säkularisierten Kloster Gorheim stammend) und die 1919 geschaffenen Wandgemälde des von der Beuroner Kunstschule geprägte Kunstmalers und Heimatbürgers Hermann Anton Bantle. Die alte gebrauchsfähige Orgel aus 1755 stammt von dem Orgelbaumeister Hieronymus Spiegel.
- Die Ottilien-Kapelle in Kaiseringen wurde in einer Pfarr-Rodel vom 22. Januar 1504 urkundlich genannt.
- Burg Straßberg: Die erste urkundliche Erwähnung der Burg Straßberg fällt in das Jahr 1334, es gab aber bereits seit mindestens 1150 hier an der alten Römerstraße einen befestigten Platz. Die Burg ist eine der wenigen in der Region, deren mittelalterliche Bausubstanz bis heute erhalten ist.
- Der Harthof wurde 1840 als Einödhof mit Zisterne auf der Gemarkung Straßberg errichtet. Die Überreste des 1910 durch den damaligen Besitzer aufgegebenen Hofes wurden von der Truppenübungsplatzkommandantur restauriert.[9]
- Die Lenzenhütte (auch Glashüttehof genannt) auf der Gemarkung Straßberg wird so genannt, weil dort Lorenz Haug um 1625 eine Glashütte betrieb. Sie wurde allerdings ab 1630 als Bauernhof weitergeführt. Ein stark bemooster Grenzstein von 1599 weist zugleich auf die Grenze zwischen der Herrschaft Straßberg und dem Herzogtum Württemberg hin. Ab 1985 wurden Gewölbekeller und Zisterne unter Leitung des Bundesforstamtes Heuberg ausgegraben, restauriert und ein Biotop eingerichtet. Eine Informationstafel weist außerdem auf die verschiedenen Grundherrschaften hin: das Adlige Damenstift Buchau, die Fürsten von Thurn und Taxis, die Fürsten von Hohenzollern-Sigmaringen, der Reichsfiskus und in dessen Nachfolge die Bundesrepublik Deutschland.[9]
- Der einstige Einödhof Ochsenkopf auf der Gemarkung Kaiseringen diente der Heeresoberförsterei als Domizil, bis 1936 ein neues Forstgebäude in Stetten am kalten Markt errichtet wurde. Heute ist das Bundesforstamt in Meßstetten zuständig, allerdings nicht nur für den Truppenübungsplatz Heuberg, sondern für den Bundesbesitz in ganz Süddeutschland.[9]
- An der Stelle, wo einst der Waldhof, ein viel besuchtes Ausflugslokal auf der Gemarkung Kaiseringen, stand, waren auf dem Höhepunkt des Kalten Krieges Raketen stationiert.[9]

### Naturdenkmäler
- Die Doppelgrotte (Höhlenkataster 7820/50), auch Burghaldenhöhle, Höhle an der Schloßhalde, Grotte bei Straßberg oder Straßberger Grotte genannt, ist ein Natur- und Bodendenkmal im kleinen Mühltal.[10]

### Parks

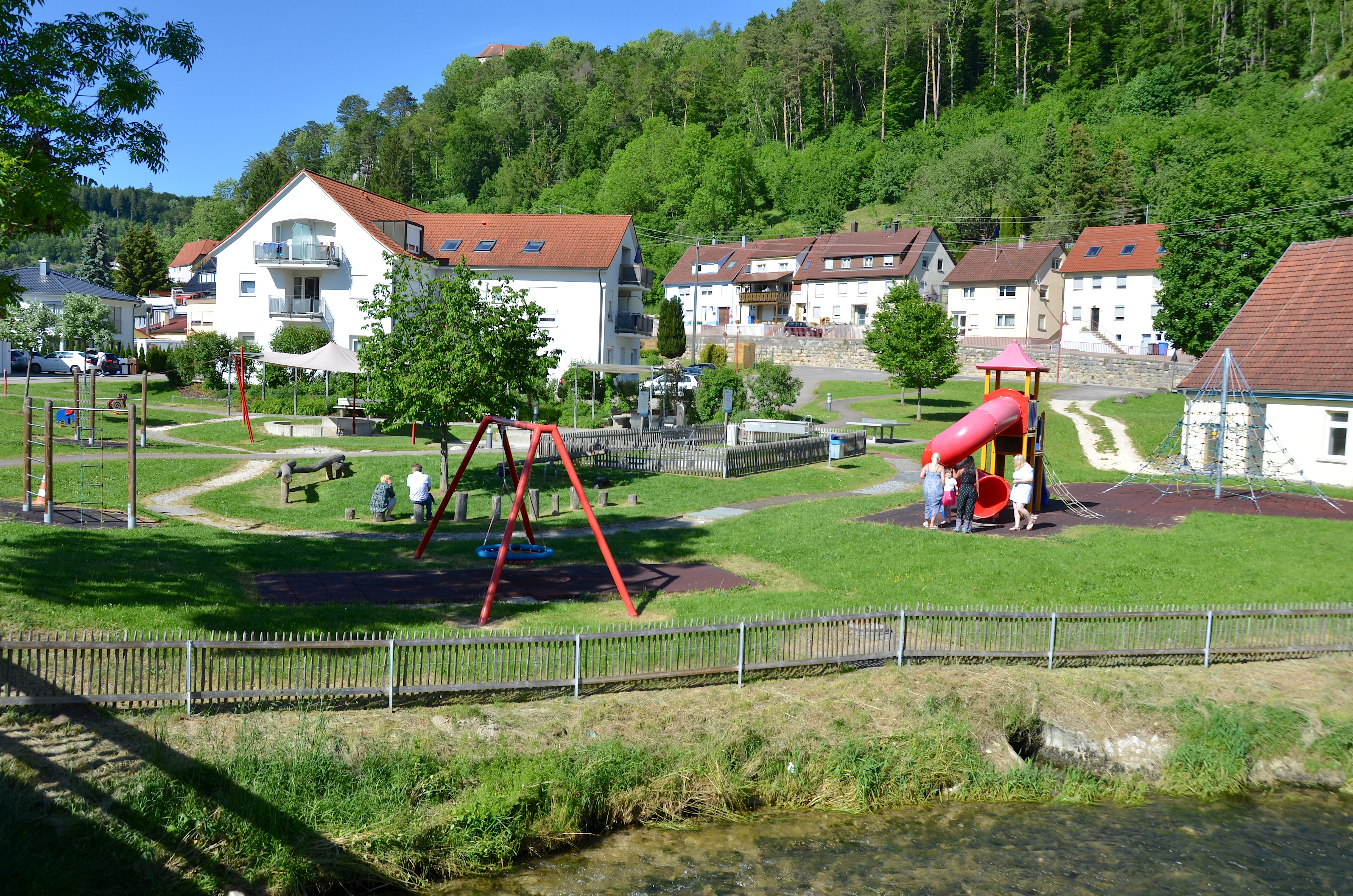
Bürgerpark mit Kneipp-Becken, Barfußpfad und Spielplatz

- Straßberg besitzt seit dem Jahr 2007 einen Bürgerpark mit einer Kneippanlage und Sportbereich zum Tischtennis spielen. Für Kinder wurde ein Spielplatz eingerichtet.

### Sport
Am Hau kann auf einer Länge von rund 200 Meter mit einem Höhenunterschied von 52 Meter Wintersport betrieben werden. Es gibt einen Kinder- und einen Bügellift.

## Verkehr
Der Öffentliche Nahverkehr wird durch den Verkehrsverbund Neckar-Alb-Donau (NALDO) gewährleistet. Die Gemeinde befindet sich auf der Wabengrenze 336/337 und liegt an der Eisenbahnstrecke Tübingen–Sigmaringen.
Über eine Alltagsradroute aus dem Radnetz Baden-Württemberg ist Straßberg mit Albstadt und in der anderen Richtung über Winterlingen mit Sigmaringen verbunden.

## Söhne und Töchter der Gemeinde
- Hermann Anton Bantle (1872–1930), Künstler
- Fridolin Reiber (1887–1976), Bürgermeister von Ebingen (1946–1948)
- Alexander Löffler (* 1972), römisch-katholischer Priester und Theologe